# Xylocampa rosea
Xylocampa rosea är en fjärilsart som beskrevs av Tutt 1892. Xylocampa rosea ingår i släktet Xylocampa och familjen nattflyn. Inga underarter finns listade i Catalogue of Life.